# Epitausa ferogia
Epitausa ferogia är en fjärilsart som beskrevs av William Schaus 1906. Epitausa ferogia ingår i släktet Epitausa och familjen nattflyn. Inga underarter finns listade i Catalogue of Life.